# Mária Mennybemenetele székesegyház (Mexikóváros)
A Mária Mennybemenetele székesegyház (spanyolul: Catedral Metropolitana de la Asunción de la Santísima Virgen María a los cielos) egy római katolikus székesegyház Mexikóvárosban, Mexikóban. Egyben a mexikóvárosi főegyházmegye székhelye is.

## Története
A székesegyház az egykori azték szent hely, a Templo Mayor romjai felett helyezkedik el, a Zócalo északi részén, Mexikóváros történelmi városmagjában. A székesegyházat szakaszokban építették 1573 és 1813 között. A területen már állt egy templom, amit a spanyol konkvisztádorok építettek fel szinte azonnal, ahogy Tenocstitlánt elfoglalták. Az építési terveket Claudio de Arciniega spanyol építész dolgozta ki, akti a spanyolországi gótikus székesegyházak inspiráltak.
Az építés hosszú, mintegy 240 évig tartó időszaka alatt Új-Spanyolország szinte minden jelentős építésze, festője, szobrásza hozzájárult a templom megépültében, emellett számos építészeti stílus kombinációja is fellelhető benne: a gótikus, a barokk, a csurrigereszk és a neoklasszikus stílus.
A katolikus egyház jelentős befolyása Új-Spanyolország életében azt is jelentette, hogy a székesegyház számos jelentős történelmi eseménynek adott otthont Új-Spanyolország és a független Mexikó esetében. Többek között itt koronázták császárrá a baszk származású I. Ágostont, Mexikó első császárát, akinek felesége Ana María Huarte császárné lett. A koronázások mellett temetéseknek is helyt adott az épület: itt helyezték örök nyugalomra a függetlenségi mozgalom atyját: Miguel Hidalgo y Costillát és José María Morelost, a függetlenségi mozgalom másik vezéralakját. A későbbeikben a szabadelvűek és a konzervatívok között komoly nézeteltérés alakult ki az állam és az egyház szétválasztásában: a nézeteltérés odáig fajult, hogy a Cristero-háború alatt be is zárták a templomot.
Az évszázadok alatt az épület több esetben szenvedett jelentős károkat: 1967-ben egy tűz miatt belsejének jelentős része megkárosodott. A felújítási munkák alatt korábban ismeretlen, addig elrejtett dokumentumokra és alkotásokra leltek. Habár a templom erős alapzatra épült, az agyagos talaj komoly fenyegetést jelentett az építménynek. A szivárgó talajvíz és a süllyedés miatt az épület felkerült a Nemzetközi Műemlék Alap 100 legvesztélyeztettebb műemlékének listájára. Komolyabb felújítást 1990-es években kapott, 2000-re pedig levették a veszélyeztetett műemlékek listájáról.

## Képek

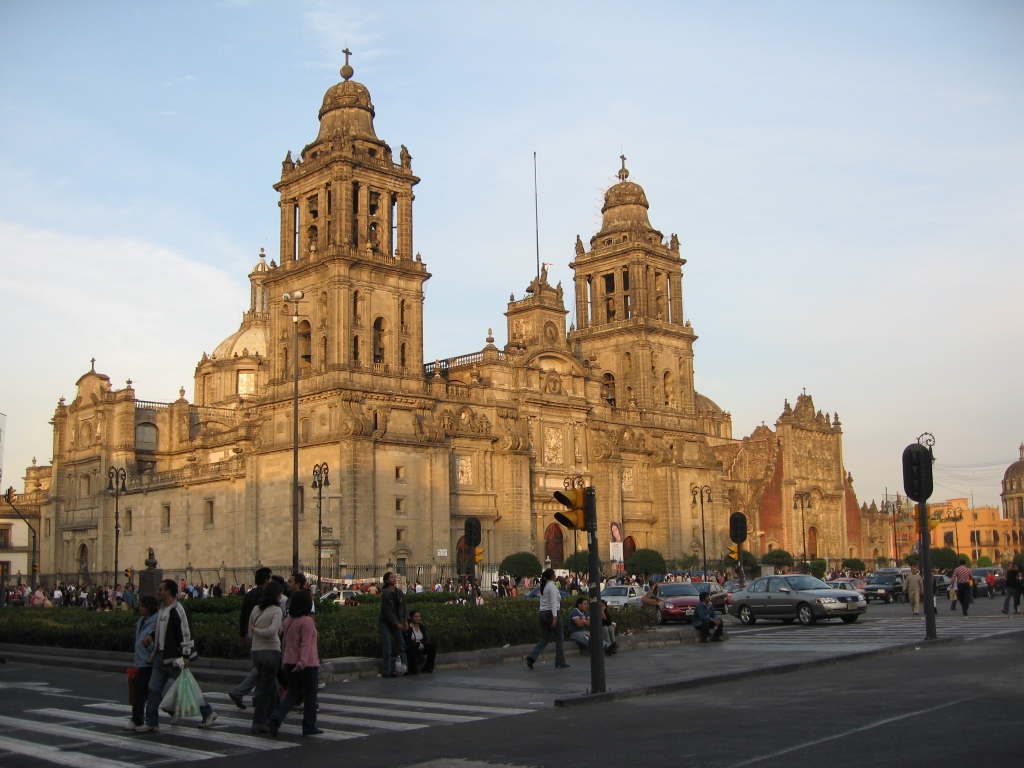
Homlokzata a Calle Madero utca felőli nézetből
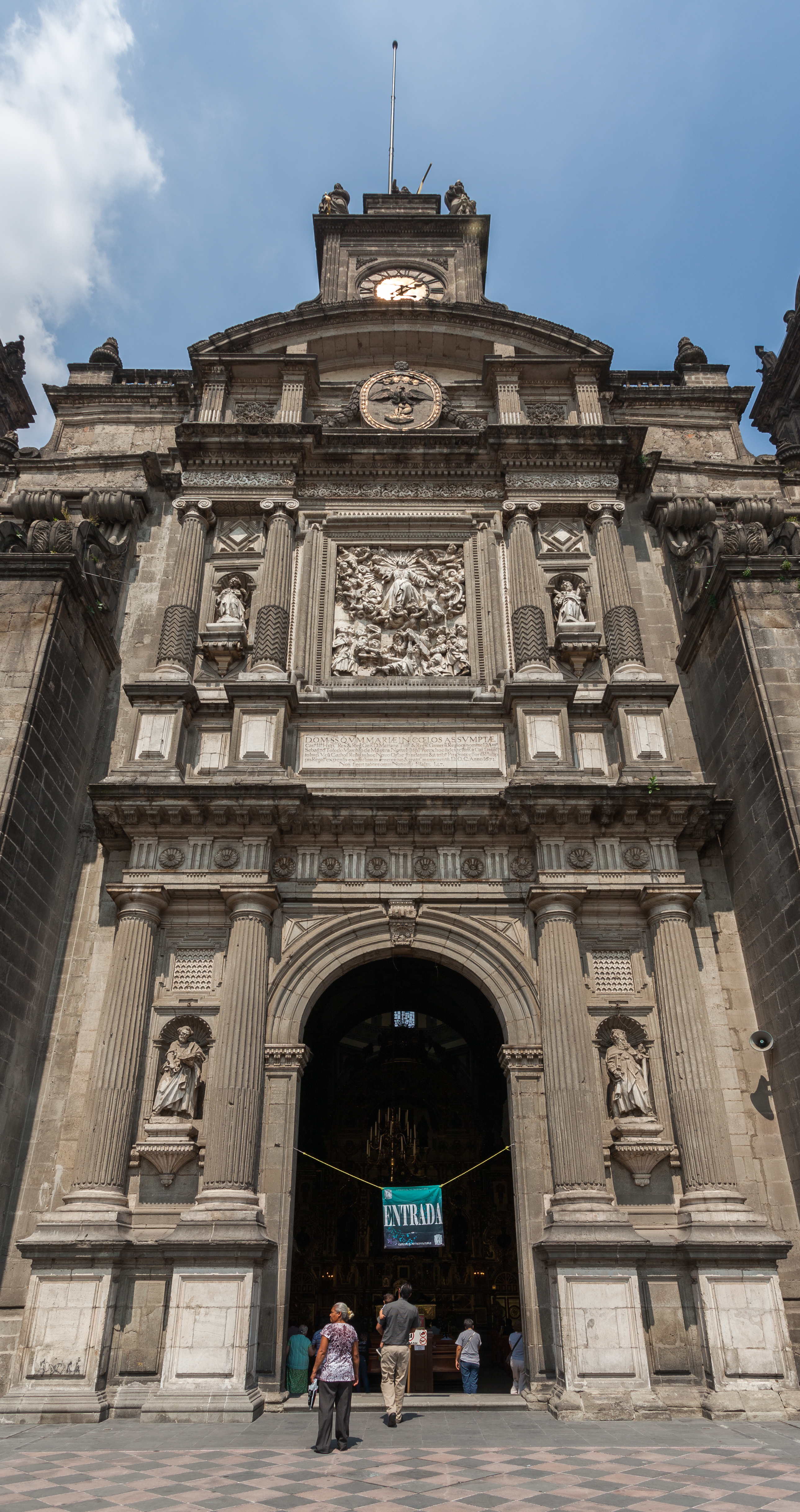
Főbejárat
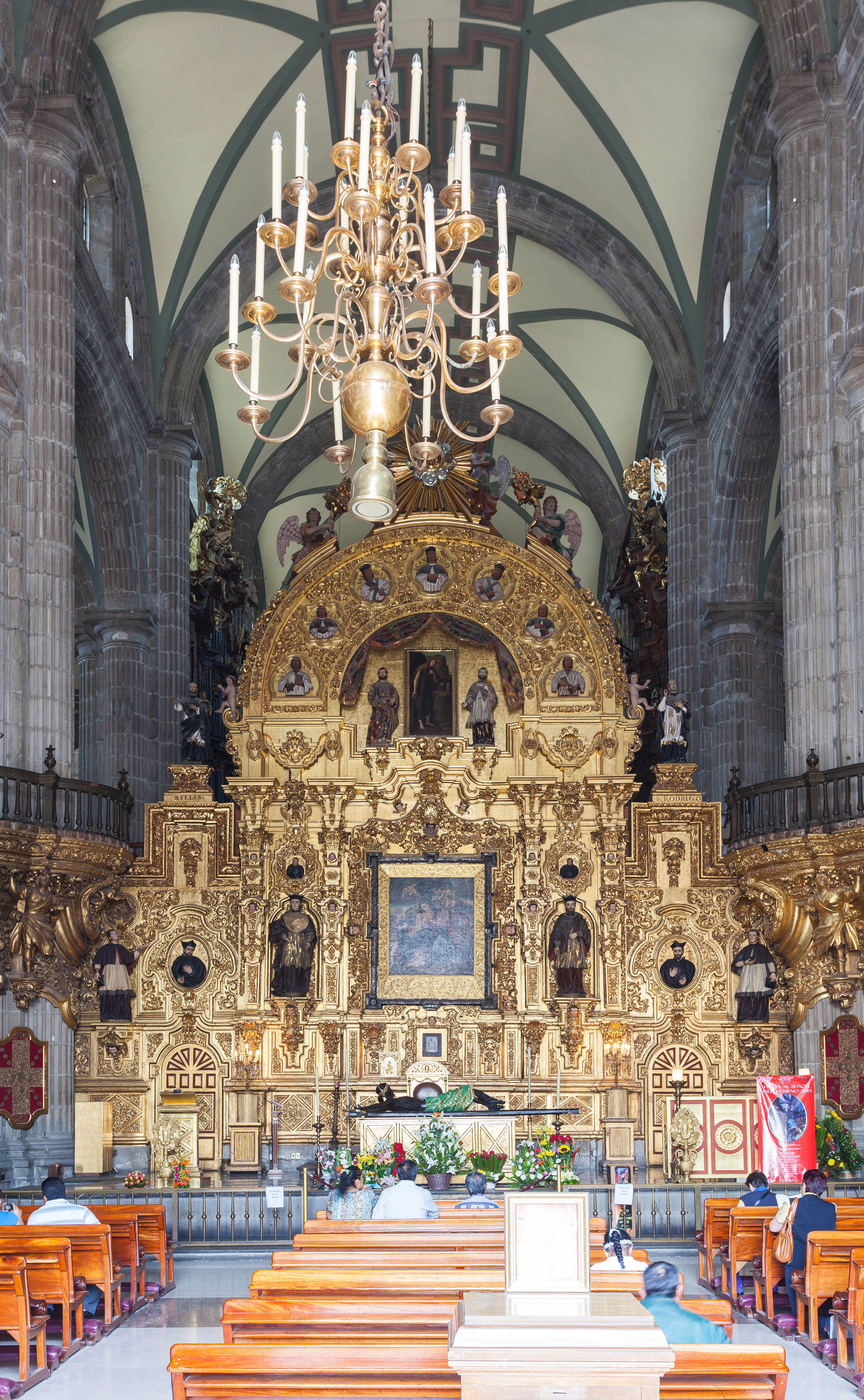
A megbocsátás oltára
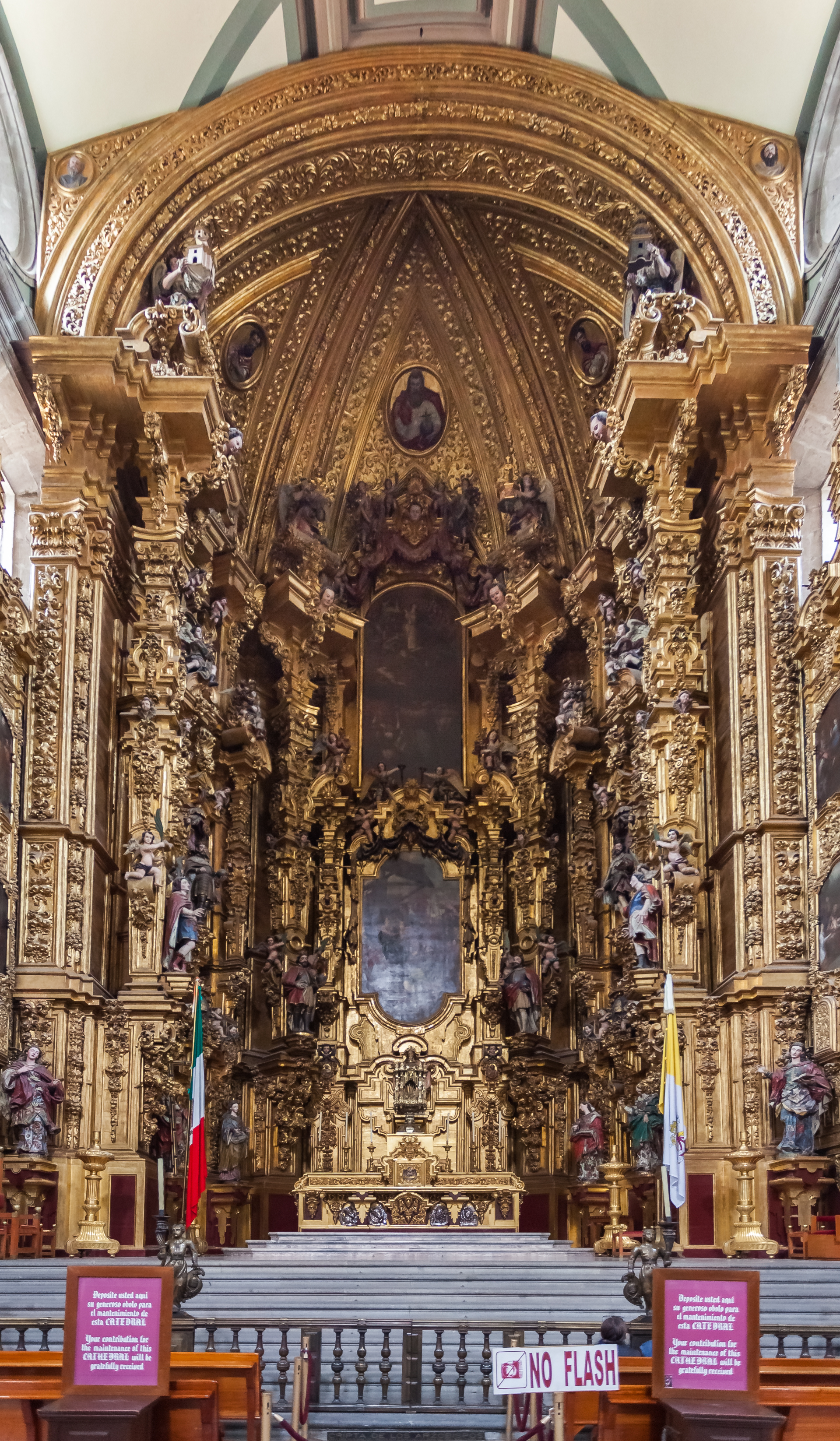
Királyok oltára